# Diaochan
DiaoChan (貂蟬) és una de les quatre belleses de l'antiga Xina. A diferència de les altres tres belleses, no n'hi ha cap evidència que suggereixi que va existir; sent una figura majoritàriament llegendària. És esmentat en els registres històrics xinesos que Lü Bu va tenir un romanç secret amb una de les serventes de Dong Zhuo i, constantment temorós de ser descobert, va ser una de les raons per la qual Lü Bu va ordenar la seva mort el 192. Encara així, el nom de la serventa no va ser conservat en la història. Diaochan és més coneguda pel seu paper en la novel·la històrica clàssica del segle xiv Romanç dels Tres Regnes, la qual narra els esdeveniments succeïts durant el final de la dinastia Han Oriental i el període dels Tres Regnes. A la novel·la, té un idil·li amb el guerrer Lü Bu i el provoca perquè traeixi i mati el seu pare adoptiu, el tirànic senyor de la guerra Dong Zhuo. El nom Diaochan, el qual literalment significa sabre escamarlà, es creu derivat de les cues de sabre i decoracions de jade en forma d'escamarlà què adornaven els barrets dels alts oficials durant la dinastia dels Han Orientals.

## En els contes folklòrics

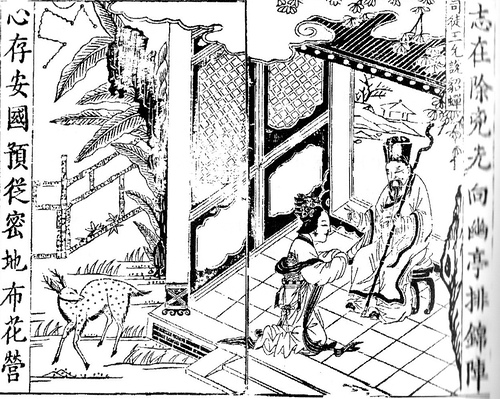
Una il·lustració de la dinastia Qing que mostra Diaochan i Wang Yun parlant sobre el seu pla per fer que Lü Bu mati a Dong Zhuo.

En un conte tradicional, Diaochan és capturada per Cao Cao a la batalla de Xiapi. Cao Cao la presenta a Guan Yu amb l'esperança de guanyar-se la lleialtat de Guan. Guan Yu, tot i així, sospita que està sent burlat quan recorda què Diaochan havia traït Lü Bu i Dong Zhuo, i la mata per impedir que també li pugui fer mal a ell. En un altre conte, Liu Bei, Guan Yu i Zhang Fei es volen casar amb Diaochan, i argumenten amargament sobre l'assumpte. Guan Yu la mata per acabar amb la disputa.
En el relat de la dinastia Yuan Lianhuan Ji, Diaochan és la filla de Ren Ang, i el seu nom és Ren Hongchang. Està al càrrec de cuidar del Barret de Sabre i Cigala, així que comença a ser anomenada "Diaochan" (sabre escamarlà). Ha ofert a Guan Yu per Zhang Fei després de la mort de Lü Bu. En comptes d'acceptar-la com a reparació de guerra, Guan Yu la decapita amb l'espasa. Aquest esdeveniment no és esmentat en els registres històrics o en l'Idili dels Tres Regnes, però va ser propagat a través dels mitjans populars com a òperes i contes.

## En cultura popular
Diaochan apareix com un caràcter jugable a Dynasty Warriors i a la sèrie de videojocs Warriors Orochi. També apareix a la sèrie manga Souten Kouro. A les cartes de joc Magic: The Gathering, hi ha una targeta de "Criatura Llegendària" anomenada "Diaochan, Astuta Bellesa".3
Actrius notables han interpretat Diaochan en pel·lícules i sèries de televisió com: Violeta Koo, a Diao Chan (1938); Lin Dai, a Diao Chan (1958); Chen Hong, a Romanç dels Tres Regnes (1994); Irene Chiu, a Guan Gong (1996); Chen Hao, a Tres Regnes (2010); Gülnezer Bextiyar, a Déu de la Guerra (2016).
També el seu nom és utilitzat al videojoc GunboundM el qual representa la figura avatar d'un gat amb la capacitat de regenerar la seva vida.
Al joc per a mòbils Herois Evolved de R2Games és una de les campiones disponible. La seva agilitat i mestratge amb els ventalls la fan una predilecta opció en aquest joc.